# Antverpský symfonický orchestr
Antverpský symfonický orchestr je symfonický orchestr z Vlámska (Belgie), působící v Sále královny Alžběty v Antverpách. Orchestr vede šéfdirigentka Elim Chan a čestný dirigent Philippe Herreweghe. Organizace, která je jednou ze sedmi uměleckých institucí ve vlámské komunitě, je nejdůležitějším kulturním zástupcem v oblasti.
Od založení v roce 1955 bylo posláním orchestru oslovit co nejširší publikum, a to prostřednictvím klasického a moderního symfonického repertoáru. V průběhu sezóny orchestr působí jak ve své základně v Antverpách, tak i ve východním Vlámsku (Muziekcentrum De Bijloke), západním Vlámsku (Concertgebouw Brugge), Limburg (Cultuurcentrum Hasselt) a v Bruselu (Bozar/Paleis voor Schone Kunsten/Centrum pro krásná umění). Coby kulturní ambasador orchestr každou sezónu podniká mezinárodní turné v Evropě i na ostatních kontinentech.
Kromě běžných koncertních vystoupení se Antverpský symfonický orchestr zaměřuje na práci s mladými a účastní se sociálních projektů pro lidi s handicapem nebo migranty. Za tuto činnost orchestr obdržel v roce ocenění „Iedereen Klassiek“ udělované vlámským veřejnoprávním rozhlasem Klara.
Joost Maegerman působí na pozici výkonného ředitele orchestru od roku 2015.

## Názvy
Název orchestru se od jeho založení několikrát změnil:
- od dubna 2017 Antverpský symfonický orchestr
- od září 2002 Koninklijke Filharmonie van Vlaanderen / Královská vlámská filharmonie – zkráceně deFilharmonie
- od července 1985 Koninklijk Filharmonisch Orkest van Vlaanderen
- od ledna 1983 Filharmonisch Orkest van Vlaanderen
- v okamžiku založení v roce 1955 De Philharmonie van Antwerpen

## Původ & historie

### Původ
Orchestr je součástí dlouhé tradice filharmonických orchestrů v Antverpách. Jeho nejstarším předchůdcem je Société Royale d’Harmonie d’Anvers (dodnes působící pod názvem Sorodha). Toto hudební sdružení, které bylo založeno v roce 1814, mělo mnoho členů a velmi osvětovou agendu: podporovat a rozvíjet blaho obyvatel Antverp prostřednictvím klasické hudby.
Antverpský symfonický orchestr může vysledovat své kořeny přímo ke Koninklijke Maatschappij voor Dierkunde (KMDA) nebo Antverpské královské zoologické společnosti. Od svého založení v roce 1843 se společnost zaměřovala na zoologii a ochranu přírody. V roce 1895 založila Koninklijke Maatschappij voor Dierkunde orchestr, který hrál koncerty pro její členy. Během léta se tyto „Dierentuinconcerten“ konaly v zoo. V zimních měsících se orchestr přesunul do „Grote Feestzaal“ (Velké slavnostní síně, předchůdce dnešního Sálu královny Alžběty), který byl postaven v roce 1897 za účelem pořádání těchto koncertů. koncertů. Pod taktovkou Edwarda Keurvelse a později Flora Alpaertse, orchestr hrál díla takových skladatelů jako byli Edvard Grieg, César Franck a Hector Berlioz. Zvláštní pozornosti se dostalo také vlámským skladatelům, například Waelputovi, Blockxovi, Wambachovi a De Molovi.
V roce 1903 byl v Antverpách založen další orchestr: Maatschappij der Nieuwe Concerten van Antwerpen, který dirigoval Lodewijk Mortelmans. Mezi hostující dirigenty tohoto orchestru patřil Gustav Mahler, Siegfried Wagner, Hans Richter, Richard Strauss a Sergei Rachmaninov. Pod taktovkou Mortelmanse hráli takoví sólisté jako například Pablo de Sarasate, Jacques Thibaud, Pablo Casals a Fritz Kreisler.

### Vzw De Philharmonie (1955 - 1983)
Po 2. světové válce byly orchestry Koninklijke Maatschappij voor Dierkunde a Maatschappij der Nieuwe Concerten rozpuštěny. Mnoho míst civilizované zábavy bylo během války poškozeno, ve městě zůstalo velmi málo koncertních síní. V 50. letech minulého století se rovněž ukázalo, že svolání občasných orchestrů je obtížné a stejně tak i nalezení vhodných prostor. Kromě toho, Antverpy měly pouze jeden profesionální orchestr, a to v Koninklijke Vlaamse Opera (Královská vlámská opera), který měl v orchestřišti specifickou úlohu.
12. listopadu 1955 založil Gaston Ariën De Philharmonie coby neziskovou organizaci – společně s Jefem Maesem, J.A. Zwijsenem a Stevenem Candaelem. 19. ledna 1956 začaly zkoušky. Zhruba po padesáti setkáních se 10. prosince 1956 uskutečnil v budově opery první koncert.
Nalezení trvalého místa působení se ukázalo výzvou. Jedinou síní s dostatečně velkým pódiem pro orchestr byl „Grote Feestzaal“ Královské zoologické společnosti/Koninklijke Maatschappij voor Dierkunde. Ten byl v roce 1958 zbořen, s úmyslem, že na jeho místě bude postaven Sál královny Alžběty. Z toho důvodu De Philharmonie zkoušela na různých místech po celém městě, včetně Zoo’s Alpaertszaal/Síně Alpaerts a sportovní haly Olympia v Zuidu (ze které se později stal noční klub s názvem Zillion).
Prvním šéfdirigentem De Philharmonie se v roce 1959 stal Holanďan Eduard Flipse. V 60. letech se De Philharmonie dařilo. V roce 1960 královna Alžběta slavnostně otevřela nový sál, který nese její jméno, Sál královny Alžběty. Od té doby měl orchestr vyhrazené místo pro svá vystoupení. Služeb orchestru pravidelně využívala vlámská veřejnoprávní televize BRT.
V roce 1970 Flipse odešel do důchodu. Na pozici dirigenta působili různí členové orchestru, mezi jinými Valère Lenaerts, kterého o tři roky později nahradil Enrique Jordá. Hostujícím dirigentem orchestru v letech 1975 až 1983 byl André Vandernoot.
V roce 1980 De Philharmonie spojila síly s deSingelem, a o několik desetiletí později tak splnila sen Petera Benoita, zakladatele Koninklijk Vlaams Conservatorium (Královské konzervatoře v Antverpách). Orchestr měl ve svém domovském městě konečně druhé, plnohodnotné pódium. Z hlediska rozpočtu se věci začaly nicméně komplikovat. Vlámský ministr kultury Karel Poma pohrozil rozpuštěním orchestru. Následně byl proveden audit, jehož závěrem bylo, že je třeba provést drastickou reorganizaci.

### De Filharmonie van Vlaanderen (1983 - 1985)
V reakci na závěry auditu byla v roce 1983 založena nová nezisková organizace s názvem De Filharmonie van Vlaanderen. Šéfdirigentem byl jmenován Emil Tchakarov a současně byla jmenována i nová správní rada. Po změně předpisů mohl orchestr organizovat koncerty i sám.

### Koninklijk Filharmonisch Orkest van Vlaanderen (1985 - 2002)
V roce 1985 se název orchestru změnil na Koninklijk Filharmonisch Orkest van Vlaanderen.
V roce 1987 byl novým šéfdirigentem jmenován Günter Neuhold. Zaměřoval se na práce vlámských moderních skladatelů, například Luca Brewaeyse. V roce 1996 orchestr získal stálé místo pro konání zkoušek, a to novou budovu v sousedství antverpského Eilandje.
V sezóně 1998-1999 se k orchestru připojil na pozici uměleckého ředitele Philippe Herreweghe. Od té doby je stálým členem orchestru.

### deFilharmonie – Královská vlámská filharmonie (2002 - 2017)
Rostoucí mezinárodní zájem o orchestr přinesl nový název, od orku 2002 se jmenuje: deFilharmonie (Královská vlámská filharmonie).
V roce 2008 byl šéfdirigentem jmenován Jaap van Zweden, Martyn Brabbins se stal stálým hostujícím dirigentem a Philippe Herreweghe dirigentem. To orchestru přineslo solidní umělecký základ. V roce 2011 nahradil Jaapa van Zweedena na pozici šéfdirigenta Edo de Waart. V roce 2009 padlo po konzultaci s hlavním architektem Vlámska a podporou Vlámské komunity rozhodnutí postavit nový Sál královny Alžběty, ve kterém by jako deFilharmonie působila jako stálý orchestr.
Po třech letech rekonstrukcí byl Sál královny Alžběty v listopadu 2016 na stejném místě slavnostně otevřen královnou Mathilde; deFilharmonie odehrála v novém centru čtyři zahajovací koncerty. Od té doby orchestr zkouší, vystupuje a nahrává v Sále královny Alžběty.

### Antverpský symfonický orchestr (2017 - …)
Nový koncertní sál lákající celý svět, podnítil další změnu názvu. 3. dubna 2017 se název orchestru změnil na Antverpský symfonický orchestr.
Antverpský symfonický orchestr hostí v Sálu královny Alžběty od sezóny 2017-2018 mezinárodní orchestry, a to ve spolupráci s deSingel.
Na začátku koncertní sezóny 2019-2020 se novou šéfdirigentkou Antverpského symfonického orchestru stala Elim Chan. Dirigentce bylo v té době pouhých 31 let, stala se tak nejmladším šéfdirigentem v historii orchestru.

## Koncerty

### Lokality
Kromě koncertů v Sále královny Alžběty orchestr působí i na jiných místech v Antverpách, například deSingel, De Roma, AMUZ, Kostel sv. Karla Boromejského, Katedrála Naší paní a Sint-Jansplein. Dalšími místy, kde orchestr vystupuje jsou Centrum krásných umění v Bruselu, Concertgebouw v Bruggách, Muziekcentrum De Bijloke v Gentu a CCHA v Hasseltu.
Coby kulturní ambasador Vlámska hrál Antverpský symfonický orchestr v zahraničních koncertních síních, například Filharmonickém sálu v Petrohradu, v Národním divadle v Pekingu, v Musikverein a Konzerthaus ve Vídni, Koninklijk Concertgebouw v Amsterodamu, Suntory Hall a Bunka Kaikan Hall in Tokiu a v Paláci umění v Budapešti. V dubnu 2019 se Antverpský symfonický orchestr stal prvním vlámským orchestrem, který kdy vyjel na turné do Latinské Ameriky, kde odehrál koncerty v Teatro Mayor v Bogotě (Kolumbie) a Sala São Paulo São Paulo (Brazílie).

### Tradice
Antverpský symfonický orchestr má řadu tradic, jmenovitě řadu (každoročně) opakujících se koncertů.
Antverpský symfonický orchestr každoročně pořádá koncert v antverpské Katedrále Naší paní, vánoční koncerty v kostele sv. Karla Boromejského a novoroční koncert v Sále královny Alžběty. Kromě toho orchestr hraje první zářijový víkend, již více než deset let, program klasické hudby v rámci koncertu pod širým nebem v antverpském Sint-Jansplein.

## Nahrávky
Antverpský symfonický orchestr nahrává pro známé vydavatele klasické hudby jako jsou PHI, BIS Records a PentaTone Classics.

## Vzdělání & dosah
Program zaměřený na vzdělání a dosah seskupuje mnoho iniciativ, díky nimž Antverpský symfonický orchestr plní sociální a vzdělávací poslání. Orchestr rozvíjí trvalý kulturní zážitek, který umožňuje dětem, mladým lidem a lidem ve zranitelných pozicích a z různých kulturních prostředí podílet se na klasické hudbě. Tyto typy projektů, které se konkrétně zaměřují na děti a mladé lidi, jsou běžnou součástí celé existence Antverpského symfonického orchestru.
Jako instituce je Antverpský symfonický orchestr hybnou silou několika mládežnických orchestrů (Re-Mix Orchestra založený v roce 2007, Antwerps Jeugdorkest založený v roce 2018 a Orchestr vlámské mládeže založený v roce 2018). Orchestr také založil Akademii symfonických orchestrů v Antverpách v roce 2018. Podílí se také na bienále skladatelské stáže SoundMine v Musica.

## Dirigenti

### Šéfdirigenti
- 2019 - současnost Elim Chan
- 2011 - 2016 Edo de Waart
- 2008 - 2011 Jaap van Zweden
- 2002 - 2008 Daniele Callegari
- 1998 Philippe Herreweghe (stálým členem Antverpského symfonického orchestru od roku 1998)
- 1995 - 1998 Grant Llewellyn
- 1991 - 1995 Muhai Tang
- 1986 - 1991 Günter Neuhold
- 1983 - 1986 Emil Tchakarov
- 1975 - 1983 André Vandernoot
- 1970 - 1975 Enrique Jordá
- 1959 - 1970 Eduard Flipse

### Ředitelé/Výkonní ředitelé
- 2015 - současnost Joost Maegerman
- 2009 - 2015 Hans Verbugt
- 2009 Jean Pierre Grootaers
- 2004 - 2008 Hans Waege
- 2000 - 2004 Jan Raes
- 1993 - 2000 Luc Vanackere
- 1991 - 1992 Marc Anseeuw
- 1986 - 1991 Luc Vanackere
- 1984 - 1986 Marc Clémeur
- 1964 - 1983 François Cuvelier

## Diskografie (výběr)
- Bert Joris: Dangerous Liaison (společně s Brussels Jazz Orchestra)
- Claude Debussy / Luc Brewaeys: Preludia – Rekompozice pro symfonický orchestr, dirigent Daniele Callegari (2005)
- Ludwig van Beethoven: Symfonie č. 4 v b dur, op. 60 & Symfonie č. 7 v a dur, op. 92, dirigent Philippe Herreweghe (2005)
- Maurice Ravel - orchestrace: Mussorgsky – Debussy – Chabrier - Schumann
- Giya Kancheli: Simi (pro cello a orchestr) & Magnum Ignotum (pro dechové nástroje)
- Kalevi Aho: Koncerty pro trombón a trumpetu, dirigent Martyn Brabbins
- Antonín Dvořák: Koncert pro housle a orchestr v a moll, op. 53 / Suk: Fantasie g moll, op. 24 a Píseň lásky, op. 7, dirigent Alan Buribayev
- Wilhelm Stenhammar: Symfonie č. 2, dirigent Christian Lindberg
- Robert Schumann: Symfonie č. 2 a 4, dirigent Philippe Herreweghe

Kromě tohoto malého výběru Antverpský symfonický orchestr (deFilharmonie, Královská vlámská filharmonie, Koninklijk Vlaams Filharmonisch Orkest) nahrál řadu nahrávek děl belgických skladatelů, mezi které patří například Peter Benoit, August De Boeck, Josef Callaerts, Wim Henderickx, Luc Van Hove, Joseph Jongen, Jef Maes, Arthur Meulemans, Lodewijk Mortelmans, Norbert Rosseau, Adolphe Samuel, Henri Vieuxtemps a Eugène Ysaÿe, často pod taktovkou dirigenta Martyna Brabbinse.